# Рафц
Рафц (нім. Rafz) — громада  в Швейцарії в кантоні Цюрих, округ Бюлах.

## Географія
Громада розташована на відстані близько 115 км на північний схід від Берна, 27 км на північ від Цюриха.
Рафц має площу 10,7 км², з яких на 16,7% дозволяється будівництво (житлове та будівництво доріг), 50% використовуються в сільськогосподарських цілях, 33,2% зайнято лісами, 0,1% не є продуктивними (річки, льодовики або гори).

## Демографія
2019 року в громаді мешкало 4661 особа (+15,8% порівняно з 2010 роком), іноземців було 22,2%. Густота населення становила 436 осіб/км².
За віковим діапазоном населення розподілялося таким чином: 21% — особи молодші 20 років, 61,7% — особи у віці 20—64 років, 17,3% — особи у віці 65 років та старші. Було 1973 помешкань (у середньому 2,4 особи в помешканні).
Із загальної кількості 1363 працюючих 193 було зайнятих в первинному секторі, 512 — в обробній промисловості, 658 — в галузі послуг.